# Daverdisse
Daverdisse (en való Dåvdisse) és un municipi belga de la província de Luxemburg a la regió valona. Fou creat el 1977 de la unió dels antics municipis de Daverdisse, Gembes, Haut-Fays i Porcheresse. Limita amb els municipis de Wellin, Libin, Beauraing, Paliseul i Gedinne.